# 周共王滅密之戰
周共王滅密之戰是指周天子周共王於在位期間滅亡密國的戰爭。夏商周斷代工程把厲王在位時間定為前922年至前900年，以此推斷，此戰發生的時間應為前919年。
密國是西周初年商代密須國故地上分封的姬姓國家。
到了周共王在位期間，周共王到涇上遊玩，密康公跟隨左右。有三女子自願獻身於密康公，密康公的母親隗氏叫他不能要這三女子，認為這樣的事情即使共王都受不起，何況一個小國的君主，終會令國破家亡。密康公不聽，接納了三位美女，不願意獻出，周共王懷恨在心。共王四年（919年），周共王發兵攻打密國，密國亦被周朝所滅。